# Museo de León
El Museo de León, ubicado en la Plaza de Santo Domingo de la ciudad de León (España), es el museo más antiguo de la provincia y está dedicado a narrar la historia de la misma a través de la Arqueología, el Arte y la Etnografía. Inaugurado en 1869, aunque fundado a partir de la actividad de la Comisión Provincial de Monumentos de León en el contexto de la Desamortización decimonónica, desde 2007 se encuentra en el conocido como Edificio Pallarés, en el centro de la Ciudad. Asimismo, cuenta con dos anexos: la Villa romana de Navatejera, en la localidad de Navatejera (en el vecino municipio de Villaquilambre), y el antiguo Convento de San Marcos (León), que es la sede histórica del Museo.

## Historia del museo
Fundado a partir de la desamortización decimonónica y del origen de la arqueología local, abrió al público en 1869 en su primera sede, el Convento de San Marcos y, desde entonces, como único museo de titularidad estatal en León, custodia, incrementa, investiga y difunde el patrimonio cultural mueble en manos públicas. En 1987, su gestión, como la de los demás museos provinciales de la Comunidad, fue transferida a la Junta de Castilla y León.
Una de sus principales funciones es ofrecer una completa panorámica de la historia, la cultura y el patrimonio de su territorio de referencia (la provincia de León) a través de los bienes de dominio público procurados en el terreno de la arqueología, la historia del arte, la etnografía y cualquier tipo de creación cultural e histórica.

## Instalaciones
Desde 2007, el Museo posee dos instalaciones en la ciudad de León: su sede, en el edificio "Pallarés", y su anexo monumental o sede histórica, en el conventual de San Marcos. Por otra parte, dispone de un anexo arqueológico: la villa romana de Navatejera, en el municipio de Villaquilambre, visitable a escasos kilómetros del centro de la ciudad.

## Colección del museo
La exposición permanente del Museo ofrece un itinerario por la historia del territorio provincial a través de algunas de sus realizaciones culturales más significativas y cualificadas. Está articulada en siete áreas de conocimiento en las que el desarrollo cronológico permite ofrecer otras reflexiones paralelas y recorridos alternativos.
Prehistoria

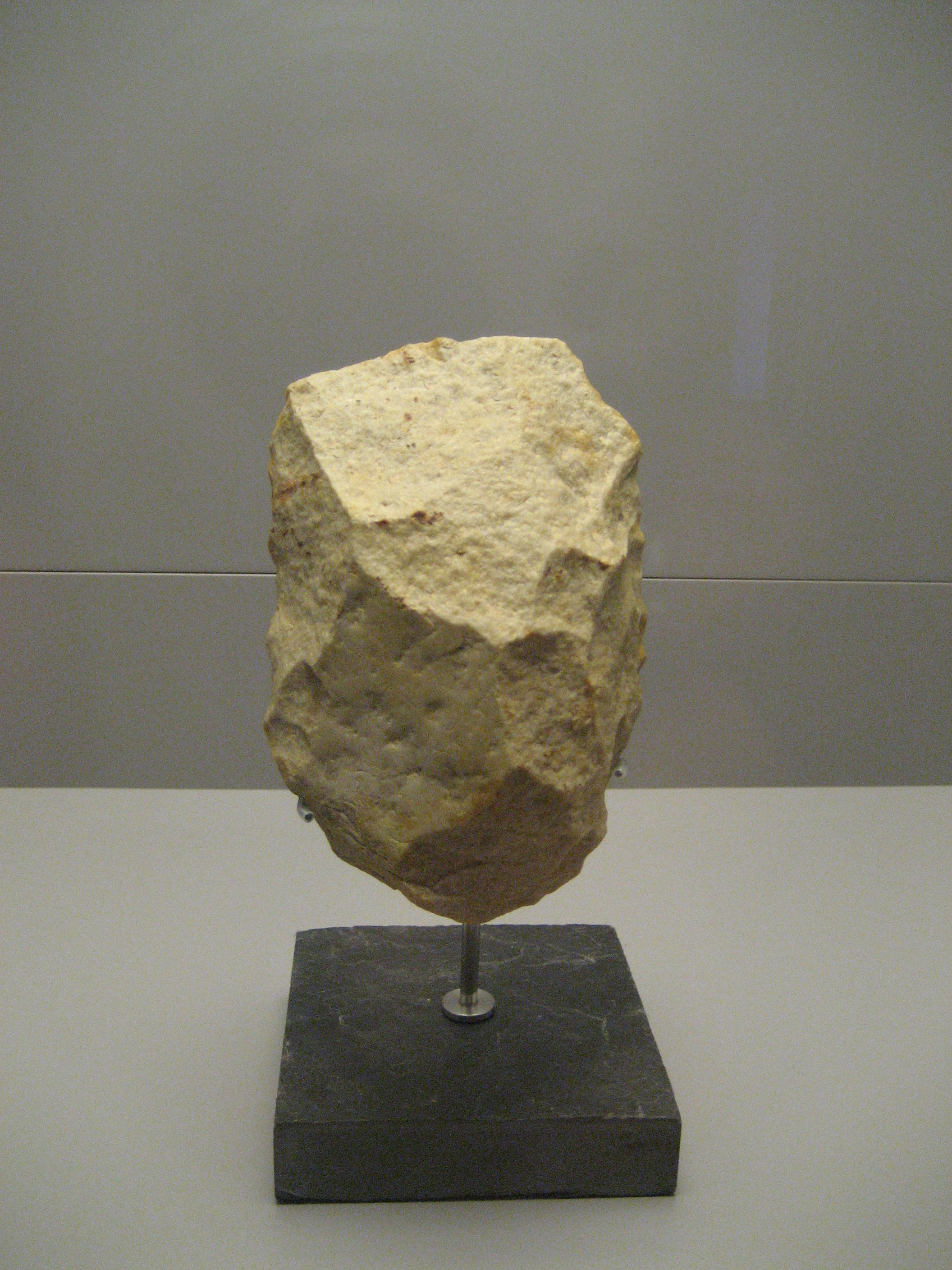
Hendedor procedente de El Bierzo.

La Prehistoria se inicia con los primeros vestigios de la actividad humana, herramientas de piedra del Paleolítico y el Neolítico, que alcanza su apogeo con la excelente muestra de utillaje metálico de la Edad del Bronce, cuyo armamento se representa en el ídolo de Tabuyo del Monte. Los utensilios de la Primera y Segunda Edad del Hierro sitúan ante las condiciones de vida de sociedades cada vez más complejas y adaptadas al medio, que en los momentos previos a la conquista romana diferenció a los pueblos vinculados a la meseta celtíbera respecto a los relacionados con la cultura castreña noroccidental. Todos ellos fueron portadores de un rico y suntuoso bagaje material que atrajo a los dominadores latinos.
Edad Antigua

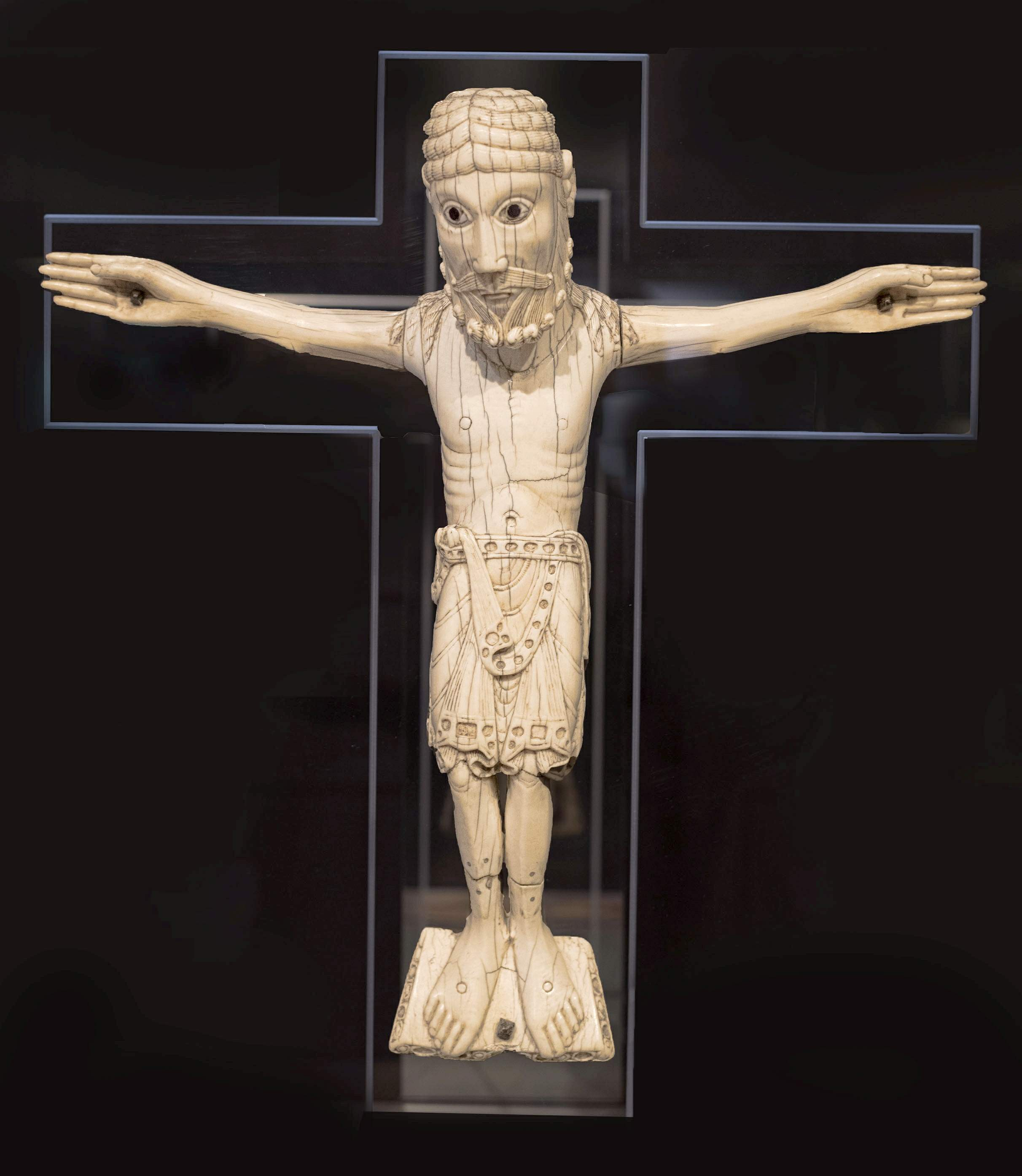
El Cristo de Carrizo.

Sometido el territorio, la romanización inicia un proceso sin retorno que evidencian antiguas ciudades ahora romanizadas como Lancia, recintos militares como Legio (León), urbes ex novo como la propia capital administrativa Asturica Augusta (Astorga) o explotaciones mineras como Las Médulas, que han dejado muestras de un dominio espacial tan estratégico como importante para la economía del Imperio.
El final del mundo antiguo, a partir del siglo III, supuso una lenta y decisiva transformación en la que nuevos cultos (el cristianismo), nuevas formas de explotación, como las villae (Navatejera o Quintana del Marco, entre otras), gentes periféricas, como los vadinienses, o nuevos pueblos, como los visigodos, protagonizaron cambios de mentalidades y de relaciones de dependencia personal.
Edad Media
Durante la Edad Media se asiste al desarrollo de una fase cultural característicamente hispana cuyo centro puede muy bien situarse en León: el mozárabe. De Palat del Rey, San Miguel de Escalada o Santiago de Peñalba cuenta el museo con destacados vestigios, en particular la cruz votiva de esta iglesia berciana. La implantación del románico, al calor del Camino de Santiago, tiene en León un foco fundamental como capital del más pujante reino cristiano peninsular de la época; el Cristo de Carrizo es un buen ejemplo. Durante el gótico, la construcción de la catedral animó la actividad artística: retablos, marfiles o tablas flamencas son citas de este momento; mientras, otros encargos se decantaban por el arte mudéjar, en decoraciones de interiores y mobiliario de lujo.
Edades Moderna y Contemporánea
Durante la Edad Moderna, en la primera mitad del siglo XVI la reedificación de San Marcos trajo a León artistas de gran importancia, entre los que destaca Juan de Juni, que tiene en el Museo algunas de sus realizaciones. Las obras de épocas posteriores, en las que León pierde el protagonismo de antaño, provienen en general de conventos desamortizados, señalándose entre ellas algunos conjuntos pictóricos y magníficas tallas como la de san Francisco, de Luis Salvador Carmona, ya en el siglo XVIII.
El itinerario del museo continúa por la Edad Contemporánea, los dos últimos siglos, en los que destaca su rico patrimonio etnográfico y la configuración de un concepto determinante para nuestro modo de entender la cultura: el de Patrimonio histórico.
Finalmente, en un espacio independiente, se ofrece una panorámica sobre la ciudad de León, que incluye uno de los miradores más completos que existen sobre su perfil urbano histórico.